# 馬鳴騄
馬鳴騄（？—1645年），字不羣，號煙雨，山西平陽府絳州垣曲縣人，明朝、南明政治人物。

## 生平
馬鳴騄是崇禎六年（1633年）的舉人，十三年（1640年）成進士，獲授戶部銀庫主事，有廉正名聲；改任揚州知府，任內判決案件精明，被稱為「神君」，又制止高傑部下暴行。弘光年間他遷任浙西僉事，調任淮揚副使，練兵守城，因拒絕劉澤清招降在通州被殺害。